# Friedrich Katzer
Friedrich Katzer (Rokycany, 5. lipnja 1861. – Sarajevo, 3. veljače 1925.), austrijski geolog rođen u Češkoj.

## Životopis
Nakon završene realne gimnazije u Kutnoj Hori i Pragu, studirao je u Pragu i Giessenu. Godine 1892. objavljuje djelo Geologija Bohemije (Geologie von Bohmen) koja izlazi u dva toma. Između ostalog radio je kao asistent na Češkoj tehničkoj školi u Pragu te kao asistent za mineralogiju, geologiju i rudna ležišta u Leobenu. Od 1895. do 1898. radio je kao upravnik mineraloško-geološkog odjela na muzeju Paraense u brazilskoj pokrajini Pari gdje je utemeljio mineralošku, petrološku i paleontološku zbirku. Proučavao je i pisao o hidrogeologiji, rudnim ležištima i tektonici ove pokrajine.
Godine 1899. dolazi u Sarajevo gdje postaje zemaljski (pokrajinski) geolog i direktor Geološkog instituta. Istraživao je rudišta, ugljene bazene, krš, stratigrafiju, tektoniku i petrografiju Bosne i Hercegovine. Izdao je tri lista geološke karte Bosne i Hercegovine. Kapitalno djelo mu je Geologija Bosne i Hercegovine (Geologie Bosniens und Herzegovina, 1924. i 1925.).